# Hyperaktivita
Hyperaktivita je fyzický stav, který se projevuje abnormální aktivitou, impulzivností, vznětlivostí. Tyto vlastnosti sice mohou být přirozenou součástí osobnosti, avšak pokud se pro takového člověka stanou problémem (nebo pro ostatní) jedná se už o nemoc.[zdroj?] Hyperaktivita je často spojována s ADHD, což je hyperaktivita s poruchou pozornosti. Člověk, který je hyperaktivní, šíří své pocity, když je smutný, padá to i na ostatní v okolí, kteří se náhle také cítí smutně.[zdroj?]

## Příčiny
Je mnoho potenciálních příčin. Jako hyperaktivní se může jevit dítě nebo adolescent, u nichž je takové chování přirozené. Tedy příčinou může být třeba puberta. Další potenciální příčiny jsou nuda, deprese, psychické konflikty, problémy v rodině, ADHD, sexuální zneužití, organické poškození mozku, schizofrenie, poruchy učení a jiné. Byla podezřívána také konzumace cukru, ale žádný výzkum tuto příčinu nepotvrdil.[zdroj?] Ve skutečnosti žádné z příčin nejsou nějak zvlášť prokázané (jsou jen ze zkušeností), mohlo také dojít k záměně příčiny a následku.
Městský životní styl zvyšuje riziko hyperaktivity.